# (18307) 1981 ER10
A (18307) 1981 ER10 a Naprendszer kisbolygóövében található aszteroida. Schelte J. Bus fedezte fel 1981. március 1-jén.